# Městské muzeum (Subotica)
Městské muzeum (srbsky Gradski muzej) se nachází ve městě Subotica v severním Srbsku. Sídlí v historické budově Miksy Dömötöra.
Muzeum bylo založeno v roce 1892 a znovuobnoveno po druhé světové válce v roce 1948. Nějakou dobu sídlilo také v Raichelově paláci. V roce 1968 přesáhly jeho sbírky velikosti původní budovy a bylo tak přemístěno do objektu radnice. V současném objektu se nachází od roku 2007, který byl pro potřeby muzea rekonstruován.
Muzeum schraňuje řadu předmětů z oblasti archeologie, historie, pedagogiky, a dalších. Pořádá různé kulturní akce, výstavy apod.